# Klauzula IV
Klauzula IV – element programu politycznego Partii Pracy z Wielkiej Brytanii.
Zawiera podstawowe cele i wartości partii, które uległy zmianie na przestrzeni dziewięciu dekad. Formułuje ona podstawowe założenia polityki gospodarczej partii.

## Powstanie Klauzuli IV
Klauzula IV została napisana przez Sidneya Webba w 1917. Partia Pracy inkorporowała ją do swojego programu rok później.
Podstawowym założeniem Klauzuli IV była powszechna nacjonalizacja. W tamtych czasach była ona równoznaczna z modernizacją. Szczególnie popierano nacjonalizację kolei ze względu na nieustanne walki toczone przez rywalizujące firm zarządzające transportem kolejowym.
Idee Klauzuli IV zostały uwzględnione w Manifeście Partii Pracy z 1945 r. Postulowano w nim nacjonalizację kluczowych gałęzi przemysłu brytyjskiego. Publiczną własnością miały zostać objęte m.in.:
- Transport krajowy
- Przemysł stalowo-żelazny
- Przemysł paliwowy i energetyczny

W Manifeście czytamy:

Przez ćwierćwiecze przemysł węglowy, produkujący najcenniejszy surowiec brytyjski był uwikłany w kłopoty, gdy zarządzały nim setki niezależnych firm. Połączenie prowadzące do własności publicznej przyniesie wielkie oszczędności w zarządzaniu i sprawi, że stanie się możliwe zmodernizowanie metod produkcji, a także podniesienie standardów bezpieczeństwa w kopalniach w tym kraju. Publiczna własność firm zajmujących się przesyłaniem prądu i gazu obniży koszty, zapobiegnie stratom wynikającym z konkurencji, a także otworzy drogę na badania i rozwój […]

Ponadto Manifest postulował pełne wykorzystanie wszystkich czynników produkcji. Zatrudnienie miało być pełne, nawet za cenę państwowej ingerencji w największe brytyjskie firmy. Manifest z 1945 głosił, że "Cena za tak zwaną «wolność ekonomiczną» dla nielicznych jest za wysoka, jeśli jest okupiona bezczynnością i nieszczęściem milionów".

## Klauzula IV w centrum debat publicznych
Klauzula IV stała się nie tylko elementem programowym, ale także hasłem promocyjnym Partii Pracy wraz z procesem zmiany wizerunku partii, który zapoczątkował Tony Blair. W 1993 Blair skrytykował sformułowanie Klauzuli IV, gdyż według niego pomylono w niej cele ze środkami. Ideowo był on ciągle socjalistą, który jednak wierzył w wykorzystanie nowych środków do osiągnięcia tradycyjnych, socjalistycznych celów. Nie musiało więc odbywać się to za pomocą nacjonalizacji przemysłu. Stąd też postanowiono przeformułować klauzulę, w której uwzględniono stare idee. Fragment aktualnej wersji klauzuli IV brzmi następująco:

Partia Pracy jest partią demokratyczno-socjalistyczną. Wierzy, że dzięki wspólnym wysiłkom osiągniemy więcej niż jesteśmy w stanie osiągnąć pojedynczo tak, aby móc stworzyć dla każdego z nas środki, aby wykorzystać w pełni nasz prawdziwy potencjał i dla nas wszystkich jako społeczności, w której władza, majątek i możliwości spoczywają w rekach wielu, a nie nielicznych. Gdzie prawa, które szanujemy, odzwierciedlają obowiązki, które wypełniamy. I gdzie żyjemy razem, wolni, w duchu solidarności, tolerancji i szacunku.

Zmiana Klauzuli IV zapoczątkowała gruntowne zmiany w Partii Pracy. Była początkiem zmiany jej wizerunku i udoskonaleniem podstawowych założeń programowych tak, aby możliwe było pozyskanie nowego elektoratu. Zniesienie dotychczasowej formy klauzuli dało też sygnał społeczeństwu, że Tony Blair poważnie myśli o zmodernizowaniu Partii Pracy. Wtedy też narodziła się idea Nowej Partii Pracy. Zerwano tym samym ze "starą" Partią Pracy, w której nacjonalizacja była jednym z podstawowych założeń i która nie była dostosowana do zmieniającego się społeczeństwa. Te i inne zmiany przyczyniły się do odzyskania popularności Partii Pracy i lawinowego zwycięstwa laburzystów w wyborach w 1997 roku.

## "Moment Klauzuli IV"
Zmiana Klauzuli IV oznaczała przejście od "starej" do Nowej Partii Pracy. "Moment Klauzuli IV" stał się symbolem potrzeby zmiany fundamentów leżących u podstaw każdej partii politycznej.